# Römische Agora

Die Römische Agora mit dem Turm der Winde im Hintergrund

Die Römische Agora (auch Römisches Forum) war ein Platz im antiken Athen. Agora (griechisch ἀγορά) bezeichnete im antiken Griechenland den zentralen Markt- und Versammlungsort einer Stadt. Der Begriff entspricht dem lateinischen Forum. In Athen gab es zwei Agorai, die eigentliche Agora, die auf das 6. Jahrhundert v. Chr. zurückgeht, und die Römische Agora aus der Zeit der Römerherrschaft.
Die Römische Agora befindet sich in der nördlich der Akropolis gelegenen Athener Altstadt (Plaka) nahe dem Monastiraki-Platz.

## Geschichte
Kaiser Augustus ließ zwischen 19 und 11 v. Chr. die Römische Agora östlich der antiken Agora erbauen. Während der Herrschaft Hadrians, eines ausgesprochenen Philhellenen, wurde die Anlage erweitert.
In byzantinischer und türkischer Zeit wurde das Gelände überbaut. Im Laufe des 19. und 20. Jahrhunderts wurden die Häuser abgerissen und griechische und italienische Archäologen gruben die Ruinen aus.

## Anlage
Bei der Römischen Agora handelt es sich um einen 111 m × 98 m großen rechteckigen Platz, der von Säulengängen umgeben ist. In den Säulengängen waren Geschäfte untergebracht. Im Westen betrat man die Römische Agora durch das Tor der Athene Archegetes, ein Tor mit vier dorischen Säulen. Der östliche Zugang war ein ionisches Propylon. Auf der Ostseite des Platzes steht der achteckige Turm der Winde aus dem 1. Jahrhundert v. Chr., der als Uhr und Wetterwarte fungierte. Außerdem befinden sich auf dem Gelände die Überreste eines Marktgebäudes und öffentlicher Latrinen.

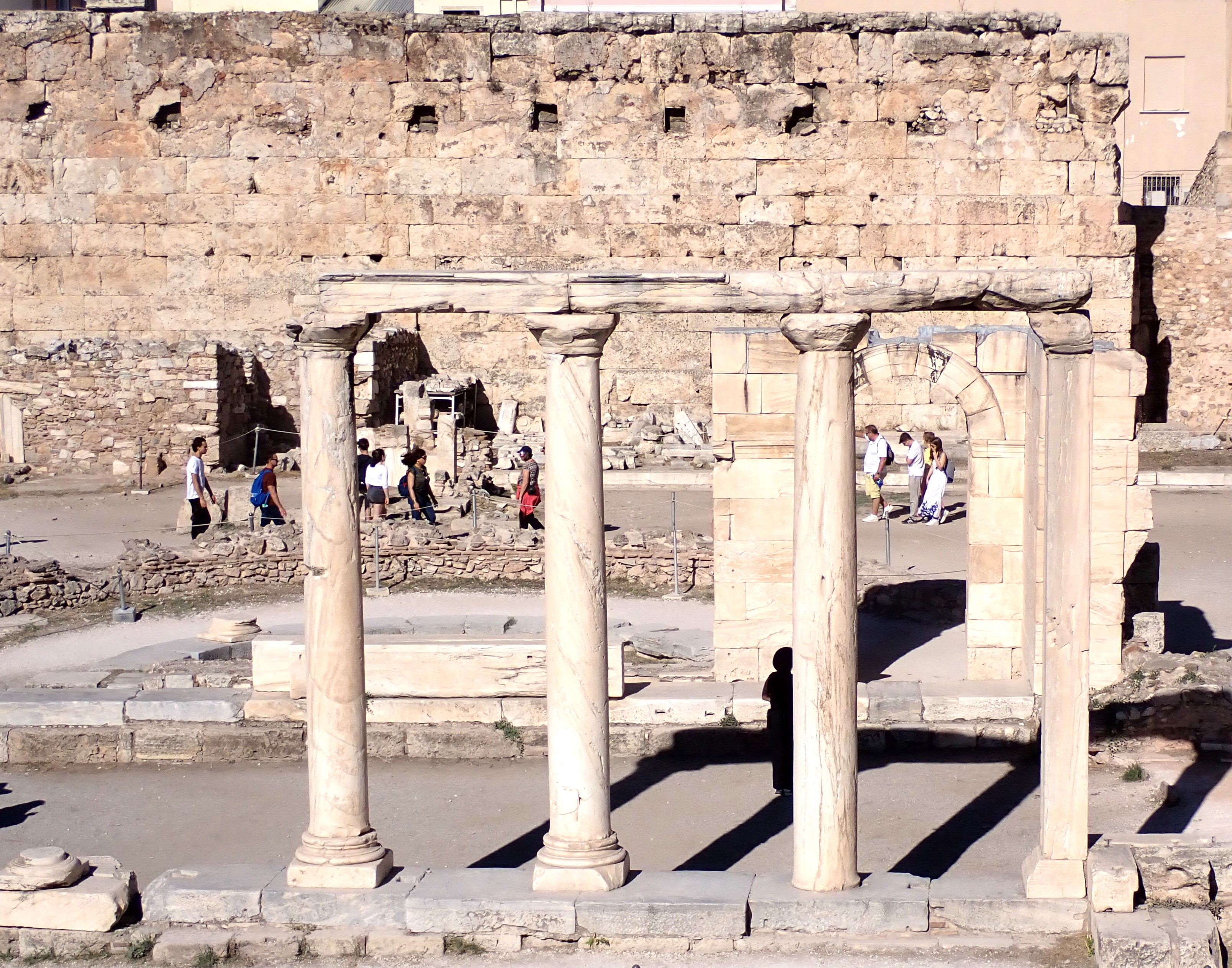
Zentrum der römischen Agora in Athen

Nordöstlich schließen sich die Ruinen der Hadriansbibliothek an. Am Nordende der Römischen Agora steht die Fethije-Moschee, die unmittelbar nach der türkischen Eroberung Athens im Jahr 1456 erbaut wurde. Nach einer umfassenden Restaurierung dient sie heute als Ausstellungsraum.